# Cassandra (ABBA)
Cassandra is een nummer van de Zweedse popgroep ABBA. Het werd in 1982 geschreven door Benny Andersson en Björn Ulvaeus. De lead vocals zijn gezongen door Anni-Frid Lyngstad.
Het lied verscheen in oktober 1982 als B-kant van de single The Day Before You Came. Het lied is ook te vinden als bonustrack op een heruitgave van het album The Visitors uit juni 2001. Verder verscheen Cassandra op meerdere verzamelalbums, waaronder More ABBA Gold – More ABBA Hits.

## Betekenis van het lied
In de Griekse mythologie was Cassandra een mooie dochter van Priamus, koning van Troje, in de tijd van de Trojaanse Oorlog. Ze kreeg van de god Apollo de gave om de toekomst te kunnen voorspellen, maar nadat ze haar belofte aan Apollo had gebroken om het bed met hem te delen, gaf hij haar ook de vloek dat niemand haar voorspellingen zou geloven. Cassandra waarschuwde herhaaldelijk voor het paard van Troje, wat door niemand geloofd werd, waarna de stad ten prooi viel aan de Grieken. Vervolgens werd Cassandra door Agamemnon als slavin meegenomen naar Mycene.
Het lied beschrijft de treurige situatie op de dag nadat Troje gevallen is, het verdriet van Cassandra en haar vertrek als oorlogsbuit per zeilschip naar Griekenland. De zanger van het lied betreurt het negeren van de voorspelling van Cassandra met deze rampzalige gevolgen, erkent dat ze gelijk had en ziet haar vertrekken op het schip.

## Cover
In 1984 maakten Bonnie St. Claire en José Hoebee als Bonnie & José een Nederlandstalige coverversie van het lied.